# Kvitfjell
Kvitfjell is een dorp in de gemeente Ringebu in Noorwegen, niet ver gelegen van Lillehammer, waar in 1994 de Olympische Winterspelen werden gehouden. Kvitfjell is voornamelijk bekend om zijn skipistes waar regelmatig grote skiwedstrijden worden georganiseerd, zoals World Cup-wedstrijden. Tijdens de Olympische Spelen van 1994 was Kvitfjell dan ook een van de locaties waar wedstrijden werden gehouden.
Kvitfjell heeft een skigebied van ongeveer 25 km.